# اللانهاية (فلم)
اللانهاية (بالإنجليزية: The Endless) هو فيلم رعب وخيال علمي تم انتاجه في الولايات المتحدة وصدر سنة 2017، بطولة تيت إلينغتون، جوستين بينسون وكالي هيرنانديز.

## القصة
أخوان يعودان إلى العشيرة التي هربا منها منذ أعوام ليكتشفا أن أفكار المجموعة أكثر جنونًا مما كانا يظنان.

## الميزانية والإيرادات
حقّق الفيلم أرباحًا تقدّر بـ 313,264 دولار أمريكي.

## وصلات خارجية
- مقالات تستعمل روابط فنية بلا صلة مع ويكي بيانات

- اللانهاية على IMDb
- اللانهاية على Rotten Tomatos
- اللانهاية على AllMovies
- اللانهاية على Metacritic